# Ali Nurşani
Ali Nurşani (* 2. Februar 1959 in İslahiye, Provinz Gaziantep) ist ein türkischer Dichter und alevitischer Volkssänger, der den Titel Aşık trägt.

## Leben
Der aus der Türkei stammende Musiker ging 1979 nach Deutschland (in diesem Zusammenhang entstand auch sein Album Almanya Özel, übersetzbar mit „Deutschland Spezial“) und ist mit einer Deutschen verheiratet. Der gemeinsame Sohn Engin Nurşani war bis zu seinem Tod im Dezember 2020 ebenfalls ein bekannter Musiker in der Türkei.
Seit einer Operation an Nurşanis Hals, kann dieser nicht mehr selbst singen, da seine Stimmbänder beschädigt worden sind. Daher übernahm sein Sohn Engin das Singen.
Von seinen zahlreichen Gedichten hat er nur einen Teil als Lieder umgearbeitet und auf insgesamt 25 türkischen Musikalben veröffentlicht. Einige seiner seit Anfang der 1970er Jahre erscheinenden Stücke sind bereits volkstümlich geworden. Auch andere türkische Künstler wie Gülay interpretieren sie.

## Diskografie
Studioalben (Veröffentlichungsdatum der neuesten Auflage)
- 1988: Dosta Hasret / Yol Uzun
- 1993: Git Yolcu Yoluna
- 1996: Meyrik
- 1999: Meyrik / Yine Mi Figan Var
- 2000: Gönül Sarayında Gömün Garibi
- 2002: Hasretim - Günlerim Doldu Doluyor
- 2002: Ögrettiler
- 2004: Sen Sebeb Oldun
- 2004: Belamıydın Başıma
- 2004: Halkın Divanı
- 2004: Dar Günümde Dost Olanlar
- 2005: Dağlar Nurşaniyi Unuttunuzmu
- 2007: Sensizligin Yeri Bombos
- 2007: Almanya
- 2008: Saklayın Resmimi
- 2021: Karadağın Boz Yılanı
- 2021: Birazcik Adalet
- 2024: Dar Günümde Dost Olanlar